# Giacomo Thüs
Giacomo „Socke“ Thüs (* 2. Februar 1987 in Sonsbeck) ist ein deutscher E-Sportler. Er war Mitglied im Team Germany der Electronic Sports League. Sowohl in Starcraft: Brood War als auch in Starcraft II spielt er die Rasse Protoss. 2015 spielte er für Team ROCCAT das Spiel Heroes of the Storm.

## Werdegang
Mit dem professionellen E-Sport begann er im Alter von zwölf Jahren im Rahmen seines ersten Turniers, der PGL in Berlin 1999, in dem Spiel Starcraft: Brood War. Später vertrat er auch Deutschland bei den World Cyber Games 2002 in Südkorea. Bevor er in weiterer Folge 2006 inaktiv wurde, wechselte er noch zu dem Clan A-Losers und spielte dort Warcraft III. Aktiv wurde er erst wieder 2010 mit dem Release von Starcraft II, wo er bis heute auch einige Erfolge verbuchen konnte, wie z. B. den 1. Platz bei den ESL Pro Series Deutschland in den Saisons 17, 18 und 19. 
Neben dem E-Sport absolviert er ein Lehramtsstudium in den Fächern Englisch und Sozialwissenschaften in Siegen. Im Januar 2014 verließ er nach dreieinhalb Jahren Team Alternate.

## Clan
- TAMM (August 1999 bis August 2001)
- Pro-Gaming (August 2001 bis 2005)
- A-Losers (2005 bis 2006)
- Team Alternate (Mai 2010 bis Januar 2014)
- XMG (Januar 2014 bis Juni 2015)
- Team ROCCAT (seit Juni 2015)

## Erfolge

### StarCraft II
| Jahr | Turnier                                    | Platz    | Preisgeld        |
| ---- | ------------------------------------------ | -------- | ---------------- |
| 2010 | MLG Raleigh                                | 3. Platz | $ 1.000          |
| 2010 | Alien Invasion Invitational Cup            | 1. Platz | € 350            |
| 2010 | ESL Pro Series Germany Season 17           | 1. Platz | € 3.000          |
| 2011 | Assembly Winter 2011                       | 4. Platz | € 150 + Hardware |
| 2011 | Justin.tv Invitational #2                  | 1. Platz | $ 700            |
| 2011 | DreamHack Coin Toss Tournament             | 1. Platz | 10.000 SEK       |
| 2011 | Gadget Show Live                           | 2. Platz | £ 1.250          |
| 2011 | ESL Pro Series Germany Season 18           | 1. Platz | € 3.000          |
| 2011 | Black Dragon League                        | 2. Platz | $ 2.000          |
| 2011 | Torneo ESL StarCraft II                    | 2. Platz | $ 2.000          |
| 2011 | IEM Season VI - Global Challenge Cologne   | 4. Platz | $ 1.250          |
| 2011 | World Cyber Games 2011 German Qualifier    | 2. Platz | WCG 2011 Qual.   |
| 2011 | ESL Pro Series Germany Season 19           | 1. Platz | € 3.500          |
| 2012 | WCS Germany Finals                         | 1. Platz | $ 6.000          |
| 2012 | ESL Pro Series Germany: Summer Season 2012 | 3. Platz | € 1.000          |
| 2013 | IEM Season VII - Global Challenge Katowice | 3. Platz | $ 1.700          |

### Heroes of the Storm
| Jahr | Turnier                                     | Platz       | Preisgeld |
| ---- | ------------------------------------------- | ----------- | --------- |
| 2015 | Turtle Beach DreamHack All-Stars - Valencia | 4. Platz    | $1.000    |
| 2015 | HWC* - July Europe Open                     | 2. Platz    | $2.500    |
| 2015 | HWC* - September Europe Open                | 1. Platz    | $12.000   |
| 2015 | HWC* - Europe Championship                  | 3.–4. Platz | $12.000   |
| 2015 | Black Label eSports Masters 2015            | 1. Platz    | €4.000    |
| 2015 | Heroes Major League - Europe Season 3       | 2. Platz    | $2.000    |

* HWC = Heroes of the Storm World Championship